# Darwinia divisa
Darwinia divisa là một loài thực vật có hoa trong Họ Đào kim nương. Loài này được Keighery & N.G.Marchant mô tả khoa học đầu tiên năm 2002.